# Julien Bryan
Julien Hequembourg Bryan (né le 23 mai 1899 à Titusville, Pennsylvanie, États-Unis, mort le 20 octobre 1974 à Bronxville) est un écrivain, photographe, cinéaste et documentariste américain. Au début du XXIe siècle, il est surtout connu pour ses documentaires de la vie quotidienne en Pologne, Union soviétique et Allemagne nazie entre 1935 et 1939.

## Avant la Seconde Guerre mondiale

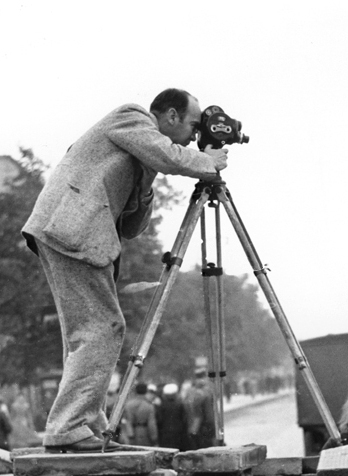
Julien Bryan en 1939 à Varsovie où il prend des séquences pour son futur film Siege.

Bryan est le fils d'un ancien membre de l'église presbytérienne ayant accompli plusieurs missions chrétiennes. 
À l'âge de 17 ans, après avoir terminé ses études secondaires, il s'engage volontairement dans l'American Field Service pour le compte de l'armée française lors de la Première Guerre mondiale, conduisant une ambulance à Verdun et dans l'Argonne,. À cette époque, il rédige le livre Ambulance 464 qui documente ses expériences et l'illustre de ses photographies.

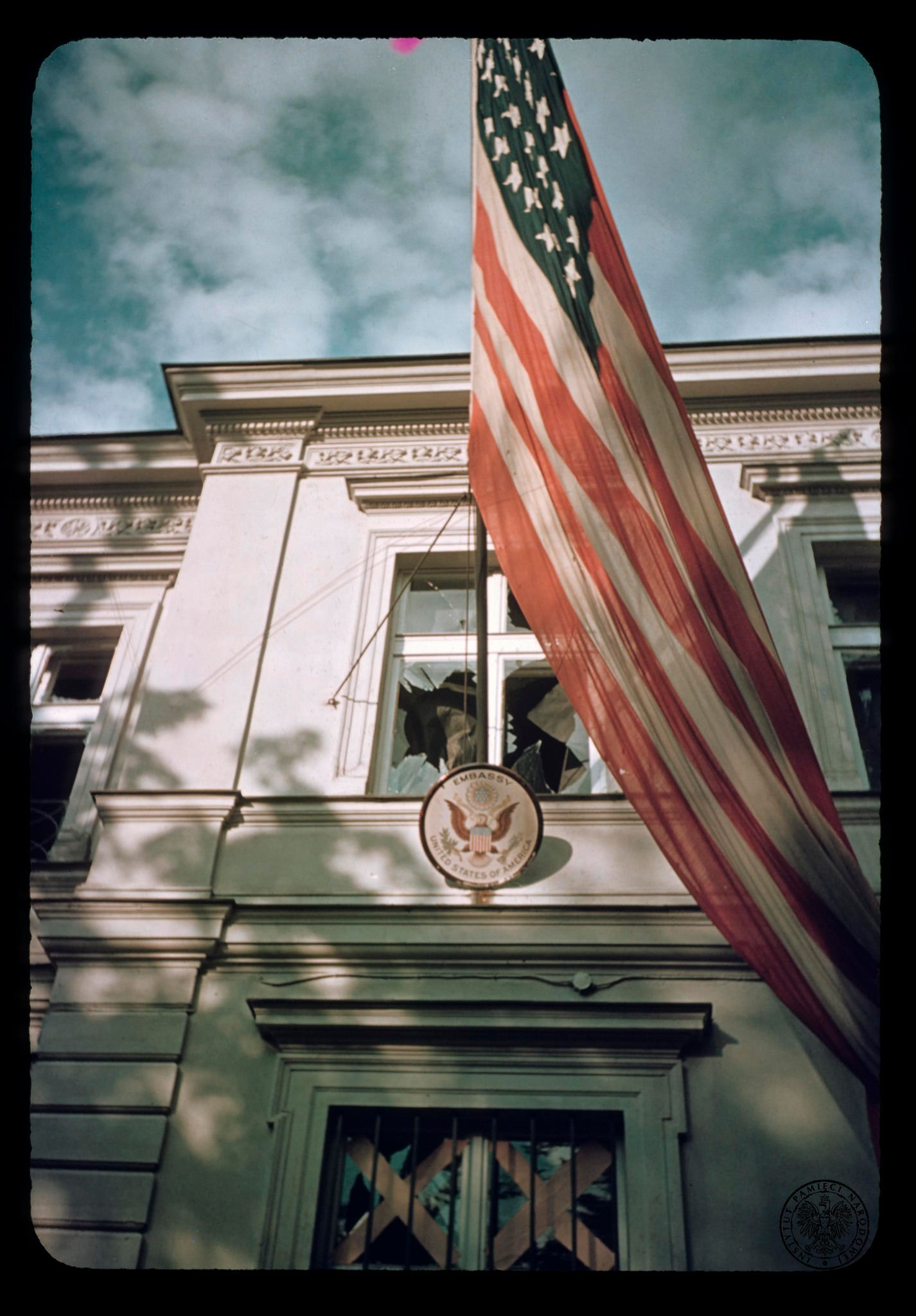
Kodak Kodachrome: Ambassade américaine à Varsovie lors du raid aérien allemand de septembre 1939.

Il obtient son baccalauréat de l'université de Princeton en 1921 et suit des cours au Union Theological Seminary, (« Séminaire théologique de l'Union »), mais ne veut pas être ordonné ministre du culte. Par la suite, il dirige les bureaux du YMCA à Brooklyn. 
C'est à cette époque que Bryan commence à voyager, à prendre des photos, à faire des films et à écrire le récit de ses voyages alors qu'il se déplace. Il finance ses voyages en donnant des conférences avec projections de photos (slideshows) sur les pays qu'il a visités et en vendant ses films à différentes sociétés. Plusieurs de ceux-ci font maintenant partie, en 2011, du United States Holocaust Memorial Museum du Steven Spielberg Film and Video Archive. Ces films font la chronique des différents voyages parmi les populations de la Chine, du Caucase et de la Géorgie (1933), l'Union soviétique (1930 et 1935), la Pologne (1936), l'Allemagne (1937), la Suisse et les Pays-Bas (1939). Ses films et photographies de l'Allemagne nazie font la chronique des ralliements de partis politiques, de la vie quotidienne dans les rues, de la propagande contre les juifs et de la vie des chefs nazis. Ses conférences avec photos ont été présentées dans des salles de concert, dont le Carnegie Hall.

## Seconde Guerre mondiale

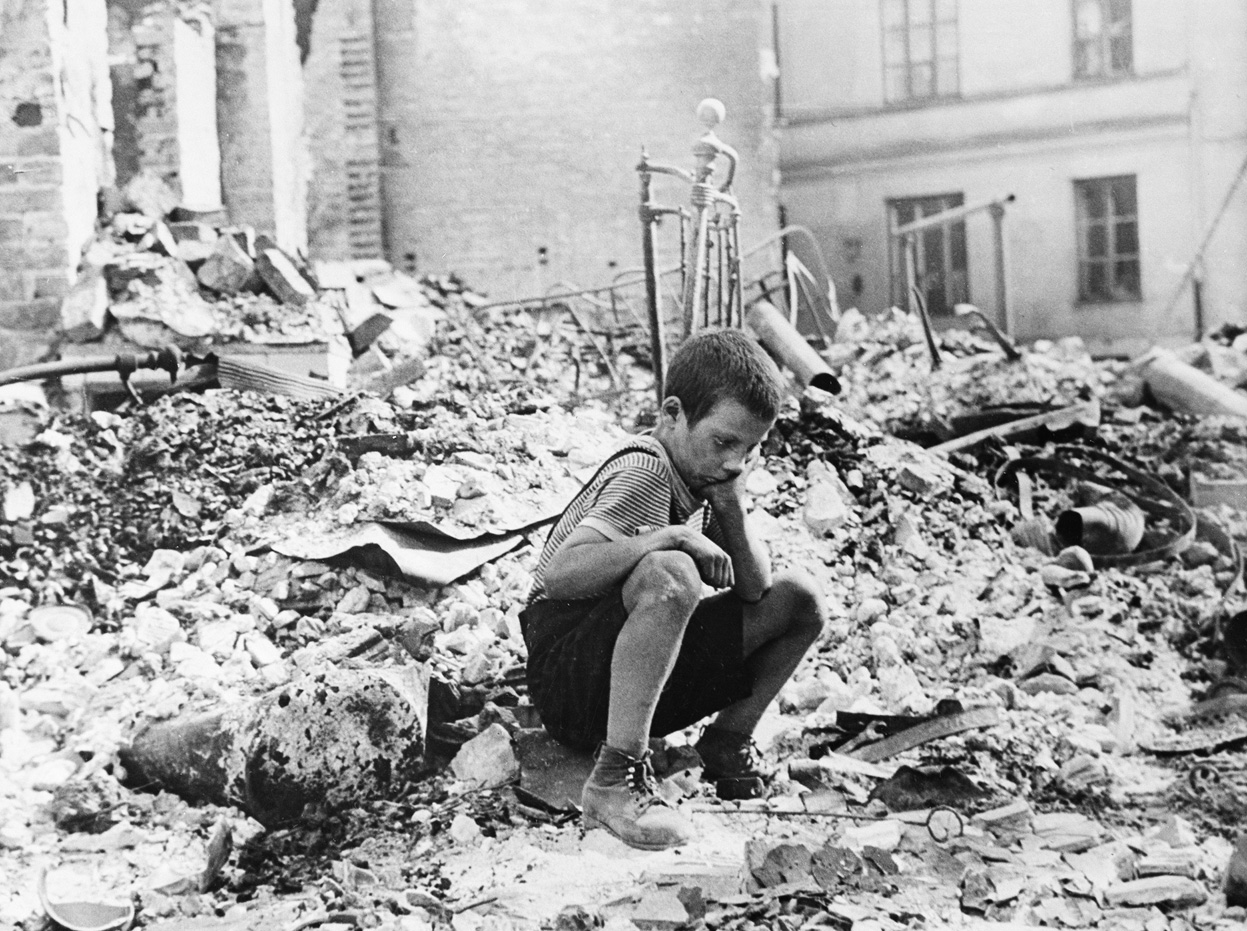
Extrait de l'une des chroniques de Bryan du siège de Varsovie.

Bryan apprend l'invasion de la Pologne le 3 septembre 1939 lors de son voyage en train vers Varsovie. Lorsqu'il arrive à Varsovie le 7 septembre, il a en main une caméra photographique Leica, une caméra à film Bell & Howell et 6 000 pieds de bobine de film. C'est la même journée que les étrangers, les diplomates et les officiers des gouvernements fuient la capitale. Il prend contact avec le maire de Varsovie, Stefan Starzynski, qui lui prête une automobile, lui assigne le guide et interprète Stefan Radlinski et lui permet de circuler et de photographier dans Varsovie. En deux semaines, du 7 au 21, il prend des centaines de clichés (aussi des photographies en couleur) et consomme 5 000 pieds de films qui documentent le siège de Varsovie ainsi que les bombardements de la terreur faits par la Luftwaffe. Il serait le seul journaliste étranger sur place à ce moment. Utilisant les installations de Polskie Radio, il lance un appel au président américain Franklin Delano Roosevelt pour qu'il aide les civils touchés par les bombardements. Pendant son séjour, il demeure au consulat américain, abandonné. 
Il quitte Varsovie le 21 septembre lorsque les Allemands déclarent un cessez-le-feu pour permettre aux citoyens des pays neutres de quitter par train vers la province de Prusse-Orientale. À Königsberg, inquiet de se faire confisquer son matériel cinématographique, il passe en contrebande ses films déjà développés. Il parvient à cacher quelques films dans les réservoirs des masques anti-gaz rapportés comme souvenirs par des voyageurs américains. Selon une source, il aurait enroulé quelques films autour de son torse.
Après son arrivée à New York à l'automne de 1939, il publie quelques photos. le magazine Life en imprime 15 dans son numéro 13 d'octobre, alors que le magazine Look en publie 26 autres dans son numéro du 5 décembre,. Bryan réalise en 1940 le court documentaire Siege, diffusé par RKO Radio Pictures et écrit un livre qui porte le même titre. Le film est mis en nomination pour un Academy Award l'année suivante dans la catégorie Oscar du meilleur court métrage en prises de vues réelles.
En 1940, Bryan est engagé par le bureau du Coordinator of Inter-American Affairs (en) (CIAA) pour réaliser une série de 23 films éducatifs sur la culture et les coutumes latino-américaines. Par la suite, le Département d'État des États-Unis l'embauche pour créer 5 films sur les États-Unis.

## Après la Seconde Guerre mondiale
En 1958, Bryan a visité à nouveau la Pologne et a publié des centaines de photos de Varsovie qu'il avait prises en 1939. Lui et le journal polonais Express Wieczorny lance une grande campagne de recherche, à raison d'une page de photos de 1939 dans chaque parution avec le titre : « Reconnaissez-vous vous-mêmes, vos parents, votre maison et votre rue ? L'Express aide le photographe américain Julien Bryan à trouver les héros de son film sur le siège de Varsovie en 1939. » Les lecteurs qui reconnaissaient quoi que ce soit étaient invités à se rendre aux bureaux du journal. Ainsi, il a rencontré et enregistré l'histoire de plusieurs personnes qui apparaissaient sur ses photos,. Il a rapporté ses expériences dans l'ouvrage Warsaw: 1939 siege, 1959 Warsaw Revisited publié en 1959 en Pologne.
En 1945, Bryan fonde l’International Film Foundation (IFF) et pendant le reste de sa carrière, il a réalisé de courts métrages documentaires pour le milieu scolaire. Son fils Sam Bryan a joint les rangs de l'IFF en 1960. Bryan meurt en 1974, deux mois après avoir reçu une médaille du gouvernement polonais pour ses photographies. Après sa mort, son fils Sam exploite l'IFF. En 2003, Sam Bryan donne l'ensemble des photographies et des films pris pendant la Seconde Guerre mondiale au United States Holocaust Memorial Museum (USHMM). Plusieurs des ouvrages de Julien Bryan sont détenus en 2011 par la Library of Congress et l'USHMM.
Ses expériences pendant la Seconde Guerre mondiale ont été romancées en 1978 dans le film polonais ... Gdziekolwiek jesteś Panie Prezydencie (Peu importe où vous êtes, M. Président) d'Andrzej Trzos-Rastawiecki.

### Traductions de
1. ↑  (en) « Do you recognize yourself, your relatives, your house and street? The Express is helping American photographer Julien Bryan to find the heroes of his film from besieged Warsaw in 1939. »